# Мінерал Ц
Мінерал Ц (рос. минерал Ц; англ. mineral C; нім. Mineral C n) — складний гідроксид урану, свинцю та барію. Утворює щільні мікрокристалічні агрегати оранжево-коричневого до шоколадно-коричневого кольору.
Знайдений в уранових родов. США як продукт зміни уранініту або ураноторіаніту (C.Frondel, 1956).